# 奧羅諾科 (明尼蘇達州)
奧羅諾科（英語：Oronoco）是一個位於美國明尼蘇達州奧姆斯特德縣的城市。

## 人口
根據2020年美國人口普查的數據，奧羅諾科的面積為7.89平方千米，當中陸地面積為7.55平方千米，而水域面積為0.34平方千米。當地共有人口1802人，而人口密度為每平方千米228人。